# Хопланд (Калифорнија)
Хопланд (енгл. Hopland) насељено је место без административног статуса у америчкој савезној држави Калифорнија.

## Демографија
По попису из 2010. године број становника је 756.
| Група             | 2000.    | 2010.       |
| Белци             | 0 (0,0%) | 429 (56,7%) |
| Афроамериканци    | 0 (0,0%) | 4 (0,5%)    |
| Азијати           | 0 (0,0%) | 10 (1,3%)   |
| Хиспаноамериканци | 0 (0,0%) | 263 (34,8%) |
| Укупно            | 0        | 756         |